# А (чжуинь)

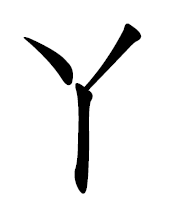

А — одна из букв китайского алфавита чжуинь, ненапряжённый гласный среднего ряда нижнего подъёма. Может выступать отдельно, но в основном используется как финаль (кит.韵母 — иньму). В комбинации с медиалью «И» образует финаль «Я».
В стандартном путунхуа «А» участвует в образовании 31 слога:
| ㄚ — а       | ㄓㄚ — чжа    | ㄔㄚ — ча    | ㄐㄧㄚ — цзя |
| ㄑㄧㄚ — ця  | ㄓㄨㄚ — чжуа | ㄔㄨㄚ — чуа | ㄈㄚ — фа    |
| ㄏㄚ — ха    | ㄒㄧㄚ — ся   | ㄏㄨㄚ — хуа | ㄍㄚ — га    |
| ㄎㄚ — ка    | ㄍㄨㄚ — гуа  | ㄎㄨㄚ — куа | ㄌㄚ — ла    |
| ㄌㄧㄚ — ля  | ㄇㄚ — ма     | ㄋㄚ — на    | ㄋㄧㄚ — ня  |
| ㄅㄚ — ба    | ㄆㄚ — па     | ㄙㄚ — са    | ㄕㄚ — ша    |
| ㄕㄨㄚ — шуа | ㄉㄚ — да     | ㄊㄚ — та    | ㄗㄚ — цза   |
| ㄘㄚ — ца    | ㄨㄚ — ва     | ㄧㄚ — я     |              |